# Oostelijke spanner
De oostelijke spanner (Chariaspilates formosaria) is een nachtvlinder uit de familie van de spanners (Geometridae).

## Kenmerken
De voorvleugellengte bedraagt tussen de 16 en 19 mm. De basiskleur van de voorvleugel is strogeel. Over de vleugel loopt vanuit de vleugelpunt een schuine witte lijn met donkere buitenrand. De achtervleugel is wit met een dun donker randje langs het zoomveld.

## Voorkomen
De soort komt van Centraal-Europa tot Noord-Azië, China en Japan voor.